# Turmhügel Wartenfels (Presseck)
Der Turmhügel Wartenfels ist eine abgegangene mittelalterliche Turmhügelburg (Motte) etwa 600 Meter westnordwestlich der Kirche St. Bartholomäus in Wartenfels, einem Gemeindeteil des Marktes Presseck im Landkreis  Kulmbach in Bayern. Von der  ehemaligen Mottenanlage an einer Altstraße, dem Wasserweg, ist noch der quadratische Turmhügel erhalten.

## Beschreibung
Die etwa 35 Meter im Durchmesser messende Burgstelle befindet sich auf dem Galgenberg, an einem nach Osten zu einem Trockental abfallenden Hang. Der quadratische Turmhügel wurde aus Kies aufgeschüttet und ist heute nur noch im Nordostteil in seiner ursprünglichen Höhe erhalten. Die restlichen Seiten des Hügels sind bis auf einen geringen Rest abgetragen. Umgeben ist er von einem Graben, der von außen gemessen eine Tiefe von bis zu 1,7 Meter, und von der Hügeloberfläche von bis zu 1,5 Meter aufweist, und so den Turmhügel aus den Berghang heraustrennt. An der Außenseite des Grabens wurde zusätzlich noch ein Wall aufgeschüttet, der nur an der Westseite fehlt, hier ist dieser wohl eingeebnet worden. Die Höhe des Walles beträgt rund 0,4 Meter vom Vorlegende aus gemessen. Die Oberfläche des Turmhügels misst etwa 14 mal 13 Meter.
Die Stelle ist heute als Bodendenkmal Nummer D-4-5734-0017: Mittelalterlicher Turmhügel geschützt.